# Препаскова трипръстка
Препасковата трипръстка (Turnix suscitator) е вид птица от семейство Трипръсткови (Turnicidae).

## Разпространение и местообитание
Разпространен е в Бангладеш, Бутан, Виетнам, Индия, Индонезия, Камбоджа, Китай, Лаос, Малайзия, Мианмар, Непал, Сингапур, Тайланд, Филипините, Шри Ланка и Япония.